# Otothyris rostrata
Otothyris rostrata är en fiskart som beskrevs av Garavello, Britski och Schaefer, 1998. Otothyris rostrata ingår i släktet Otothyris och familjen Loricariidae. IUCN kategoriserar arten globalt som livskraftig. Inga underarter finns listade i Catalogue of Life.